# Pseudocoremia fluminea
Pseudocoremia fluminea là một loài bướm đêm trong họ Geometridae.